# ホドタ
ホドタ（ロシア語: Ходота、9世紀末）は、中世の東スラヴ民族の部族集団ヴャチチ族の族長である。

## 概要
ホトダの名は、キエフ大公ウラジーミル・モノマフの残した『モノマフ公の庭訓(ru)』中に名が記されている。同書によれば、ホドタの率いるヴャチチ族はコリドノがその中心的都市であり、ホドタは息子と共に、二冬に渡ってウラジーミル・モノマフの攻撃を受けたが、この追撃を逃れたと記されている。
ロシアの言語学者A.ザリズニャク(ru)は、ホドタという名が、ノヴゴロドの白樺文書(ru)に見えるスーズダリのホドゥタ（Ходута）という人名と、組成的に近い関係にあると指摘している。